# Desulfotomaculum carboxydivorans
Desulfotomaculum carboxydivorans è una specie di batterio appartenente alla famiglia delle Peptococcaceae.